# إدوارد أ. بيز
إدوارد أ. بيز هو محامي ومدير وسياسي أمريكي، ولد في 22 مايو 1951 في تير هوت في الولايات المتحدة. نشط حزبياً في الحزب الجمهوري.

## مناصب
- في انتخابات مجلس النواب الأمريكي 1996 [الإنجليزية]‏، انتخب عضو مجلس النواب الأمريكي عن دائرة Indiana's 7th congressional district [الإنجليزية]‏ وقد انضم خلال فترته النيابية [الإنجليزية]‏ (7 يناير 1997 – 3 يناير 1999) للكتلة البرلمانية الحزب الجمهوري.
- في انتخابات مجلس النواب الأمريكي 1998 [الإنجليزية]‏، انتخب عضو مجلس النواب الأمريكي عن دائرة Indiana's 7th congressional district [الإنجليزية]‏ وقد انضم خلال فترته النيابية (6 يناير 1999 – 3 يناير 2001) للكتلة البرلمانية الحزب الجمهوري.
- انتخب محامي المدينة ( – 1980).
- انتخب عضو مجلس ولاية إنديانا ‏ (1980 – 1992).
- انتخب عضو مجلس النواب الأمريكي (1997 – 2001).